# Protestele antiextremism din Germania din 2024
De la mijlocul lunii ianuarie 2024, un val de proteste împotriva partidului de extremă dreapta Alternativa pentru Germania (AfD) au avut loc în Germania, după ce investigația grupului Correctiv a scos la iveală prezența unor membri ai partidului la întâlnirea extremiștilor de dreapta de la Potsdam din 2023, care s-a concentrat pe propunerile de „remigrație” și de organizare a unor deportări în masă a tuturor oamenilor străini născuți în Germania, inclusiv pe cei care au cetățenie germană. Protestatarii „caută”, așa cum afirmă manifestanții, să apere democrația germană de AfD, mulți cerând ca partidul să fie investigat de către Oficiul Federal pentru Protecția Constituției, sau interzis cu totul.

## Context

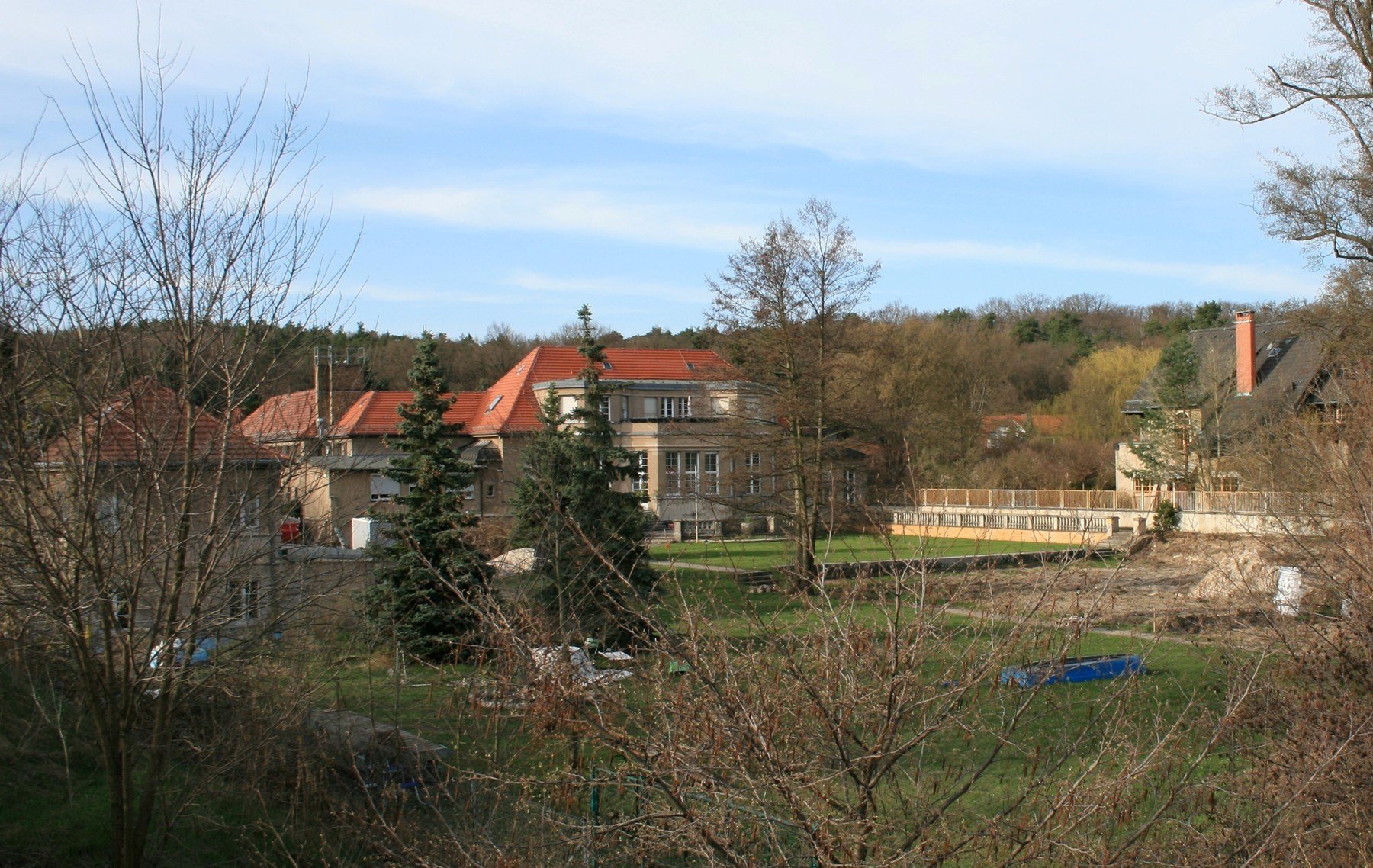
Conacul Adlon, unde politicienii AfD s-au întâlnit cu neonaziști și adepți ai mișcării identitariste

Alternativa pentru Germania (AfD) a fost fondat în 2013 ca un partid de dreapta și eurosceptic scindat din Uniunea Creștin-Democrată. A început să obțină putere politică ca urmare a crizei europene a refugiaților din 2015, în care în jur de un milion de imigranți au fugit de conflictele militare în timpul iernii arabe și au fost primiți în Germania. AfD a intrat în Bundestag după alegerile federale din 2017, devenind al treilea cel mai mare partid în spatele CDU și a Partidului Social Democrat (SPD). De la invazia rusiei în Ucraina din 2022, AfD a început să câștige popularitate, din cauza crizei energetice globale și a inflației costurilor cauzate de invazie. Până în iulie 2023, AfD a fost pe al doilea cel mai popular partid politic în sondajele de opinie din Germania, situat la 20%, în spatele CDU. În același an, de asemenea, a ales și doi oficiali pentru prima dată în istoria sa.
Pe 10 ianuarie 2024, o investigație făcută de grupul Correctiv a publicat informația conform căreia membri ai AfD s-au întâlnit cum mai multe grupări neonaziste și activiști din mișcarea identitară în orașul Potsdam, unde au plănuit și propus o „remigrație” pentru oamenii născuți în afară, inclusiv noncetățenii precum și oamenii care au cetățenia germană. Raportul a câștigat o tracțiune masivă în Germania, fiind făcute comparații critice cu Planul Madagascar din 1940 de deportare a patru milioane de evrei și cu Conferința de la Wannsee din 1942, unde care a fost organizată soluția finală. Liderul AfD, Alice Weidel, a apărat partidul, spunând că i-a înlăturat pe cei implicați în întâlnire și i-a criticat pe jurnaliștii Correctiv drept „activiști de stânga care folosesc metodele Stasi”. La eveniment au participat și doi membri ai Uniunii Valorilor conservatoare, o facțiune a CDU, iar în urma reacțiilor, liderul grupului, Hans-Georg Maaßen, a anunțat că mișcarea își rupe legăturile cu CDU.

## Protestele

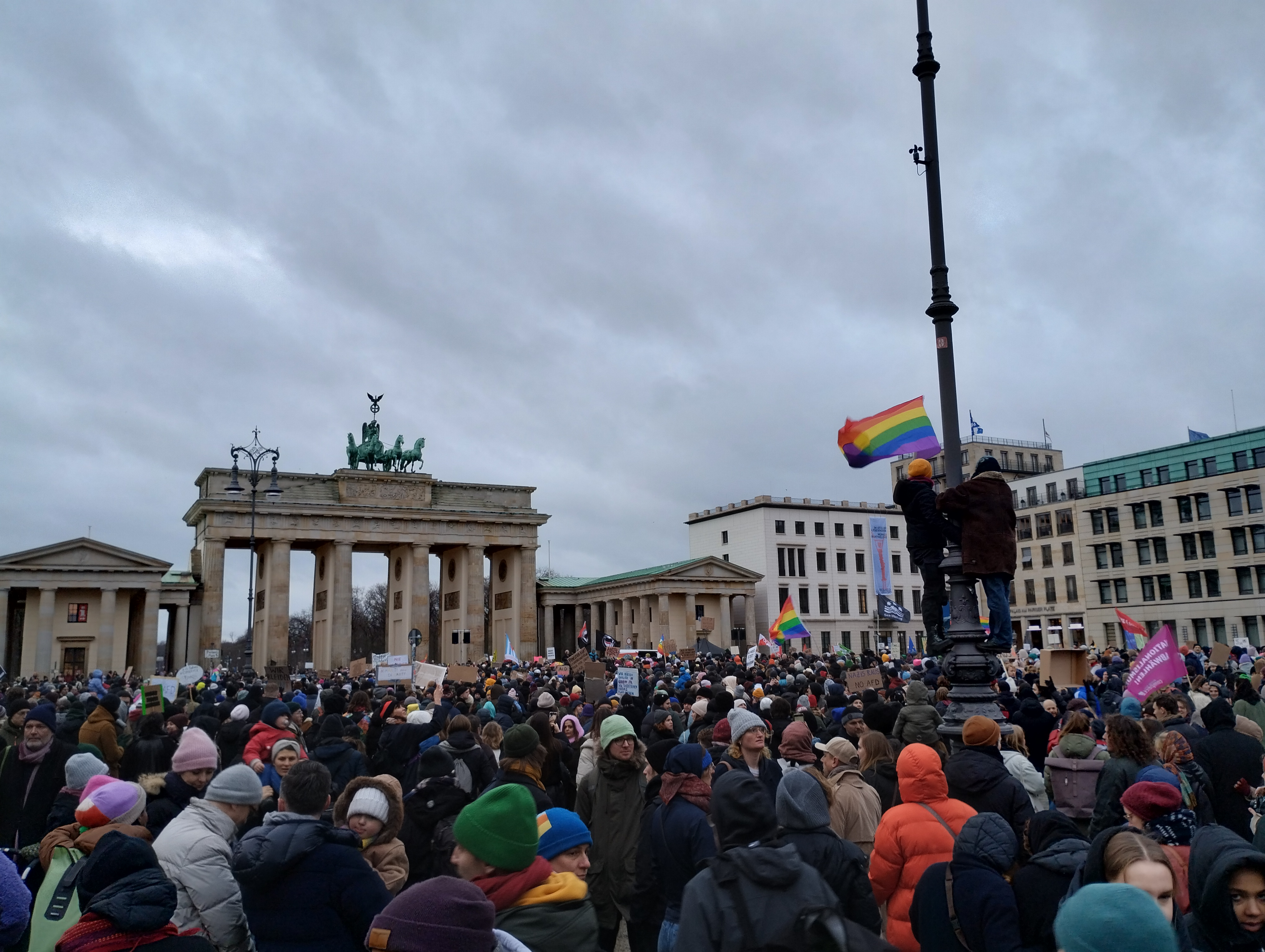
Protest la Berlin, 14 ianuarie

Pe 13 ianuarie 2024, primele proteste împotriva AfD au avut loc în orașul Duisburg în vestul Germaniei. Acesta a fost urmat în următoarea zi de sute de proteste în Potsdam și la Berlin la Poarta Brandenburg. Printre aceștia, la protestele din Potsdam de pe 14 ianuarie s-au aflat cancelarul Olaf Scholz și ministrul afacerilor externe Annalena Baerbock, ambii membri aleși ai Bundestag în oraș. Intervievată de Deutsche Presse-Agentur, Baerbock a spus că protestatarii sunt „pentru democrație și împotriva fascismului vechi și nou”, în timp ce primarul Potsdamului, Mike Schubert, a spus că planurile de remigrare „amintesc de cel mai întunecat capitol al istoriei germane”.
Protestele au continuat să atragă mulțimi mai mari de-a lungul săptămânii, inclusiv un protest la Köln, la care au participat aproximativ 30.000 de oameni. Politicieni non-AfD din întregul spectru politic al Germaniei și-au exprimat sprijinul pentru proteste; Scholz a scris pe Twitter că „Nu vom permite nimănui să distingă „noi” în țara noastră în funcție de faptul că cineva are sau nu antecedente de imigrare”, politicianul pro-business al Partidului Liber Democrat, Christian Dürr, a comparat direct AfD cu Partidul Nazist, vicecancelarul Robert Habeck de la Partidul Verzilor a descris protestele drept „impresionante” pentru democrație, iar liderul CDU, Friedrich Merz, a spus că este „foarte încurajator faptul că mii de oameni demonstrează pașnic împotriva extremismului de dreapta”.
Mai multe biserici din întreaga Germania au apelat la oameni să protesteze față de AfD, precum și antrenori din Bundesliga. Josef Schuster, președintele Consiliului Central al Evreilor din Germania, a descris protestele ca o reabilitare a credinței evreilor în democrația germană, care a fost deteriorată în urma antisemitismului în timpul războiului Israel-Hamas. AfD a fost de asemenea condamnat de mai multe companii, incluzând Siemens, Evonik Industries, Infineon Technologies, și Düsseldorf Airport. Amploarea protestelor a întrecut așteptările atât ale poliției, cât și a organizatorilor, cu proteste de 50.000-80.000 la Hamburg. Primarul Hamburgului, Peter Tschentscher, a ținut un discurs împotriva AfD la proteste, spunând că „Suntem majoritatea și suntem puternici, pentru că suntem uniți și suntem determinați să nu lăsăm țara și democrația noastră să fie distrusă pentru a doua oară după 1945”.
Între 19 și 21 ianuarie, protestele au ajuns la amploarea de 1.4 milioane  de oameni, potrivit organizatorilor Campact și Fridays for Future. Ca urmare a protestelor, un marș planificat la München a fost anulat din motive de siguranță, deoarece 100.000 de oameni, de patru ori suma așteptată, au venit la demonstrația planificată. Membrii guvernului german au îndemnat protestele să continue, Scholz îndemnând cât mai mulți oameni să iasă pentru democrație
În cadrul protestelor, au fost susținute diverse propuneri de interzicere a AfD, inclusiv din partea a 25 de membri ai Bundestagului din SPD. Printre cei care cer ca AfD să fie interzis se numără Saskia Esken, co-lider al SPD. Aceste propuneri au fost respinse de alții, în special de Habeck și Merz, care și-au exprimat îngrijorarea cu privire la potențialele riscuri pe care le-ar putea prezenta o astfel de mișcare dacă nu va avea succes. Unele dintre comentariile lui Habeck, totuși, au fost interpretate public ca exprimând sprijinul pentru o interdicție pe măsură ce protestele au escaladat, spunând că AfD intenționează să înlocuiască democrația germană cu un sistem similar cu cel al Rusiei sub Vladimir Putin. Alții, cum ar fi cercetătorul constituțional Horst Meier, au susținut că o interdicție, deși este posibilă, ar fi prost recomandată ca urmare a popularității AfD. AfD ar fi doar al treilea astfel de partid interzis la nivel național, după Partidul Socialist German și Partidul Comunist din Germania, ambele au fost interzise în anii 1950, deși filialele lor din statele Saxonia, Saxonia-Anhalt și Turingia au fost declarate extremiste. Ministrul de Interne Nancy Faeser și-a exprimat sprijinul pentru interzicerea partidului, dar numai ca ultimă soluție.

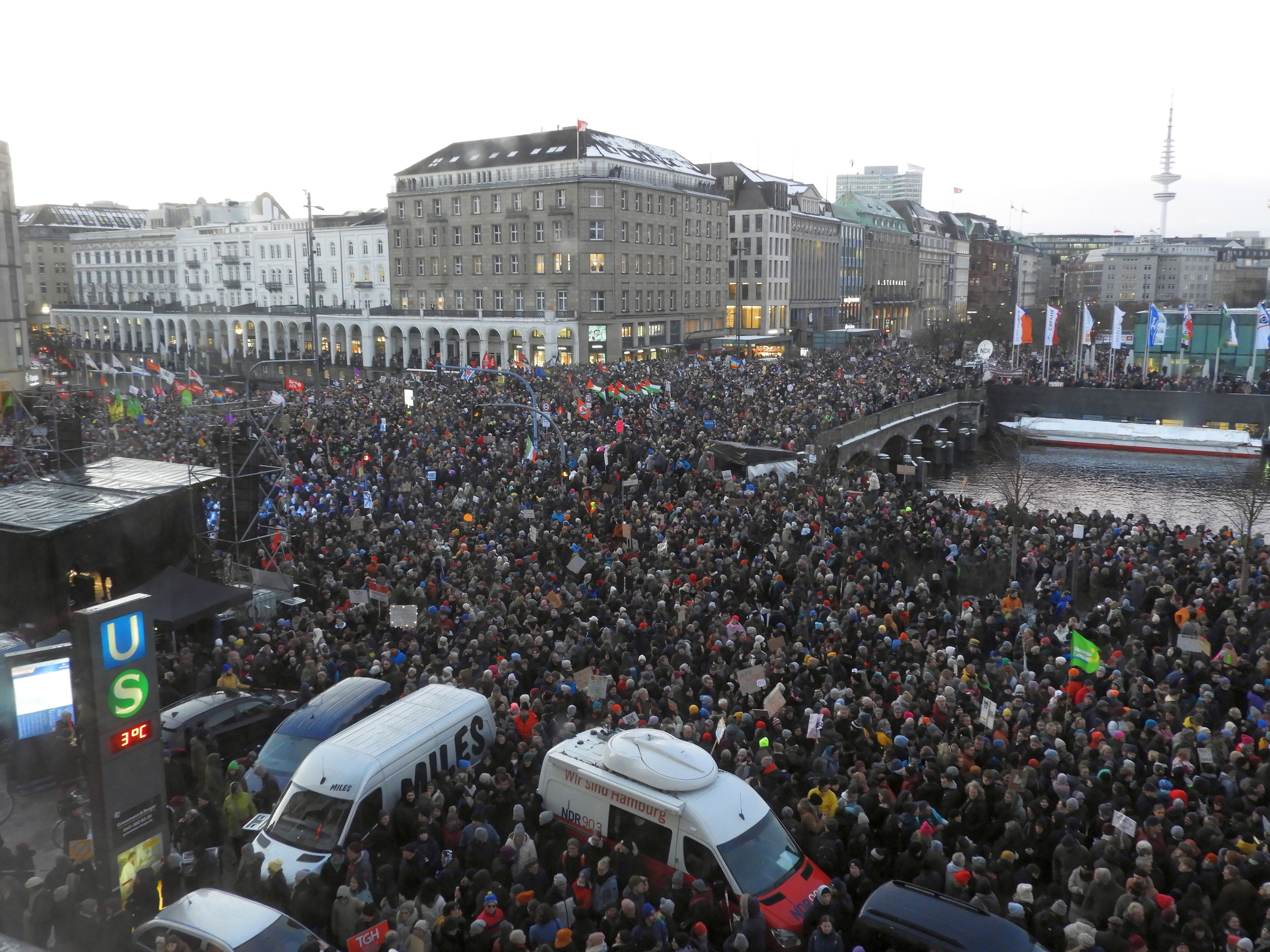
Protest la Hamburg, 19 ianuarie

Protest la Berlin, 21 ianuarie